# Grado (Friaul-Julisch Venetien)
Grado (aus dem Lateinischen ad gradus, „an der Stufe“, also einem Kanal, der nach Aquileia führte; Furlanisch Grau, Gradesisch Gravo, Slowenisch Gradež) ist eine italienische Stadt mit 7596 Einwohnern (Stand 31. Dezember 2023). Sie liegt in der Region Friaul-Julisch Venetien an der Nordküste der Adria auf einer Küstendüne am östlichen Ende des Golfs von Venedig. Die Insel von Grado, die Sonneninsel oder Goldinsel genannt wird, liegt am Rande der Lagune von Grado. In Grado wird eine Variante des Venetischen gesprochen, der sogenannte Gradeser Dialekt.

## Geografie
Die Insel Grado ist mit dem Festland im Norden durch eine vier Kilometer lange Dammstraße und im Nordosten durch eine Straßenbrücke der Via Monfalcone über den Canale Primero verbunden.

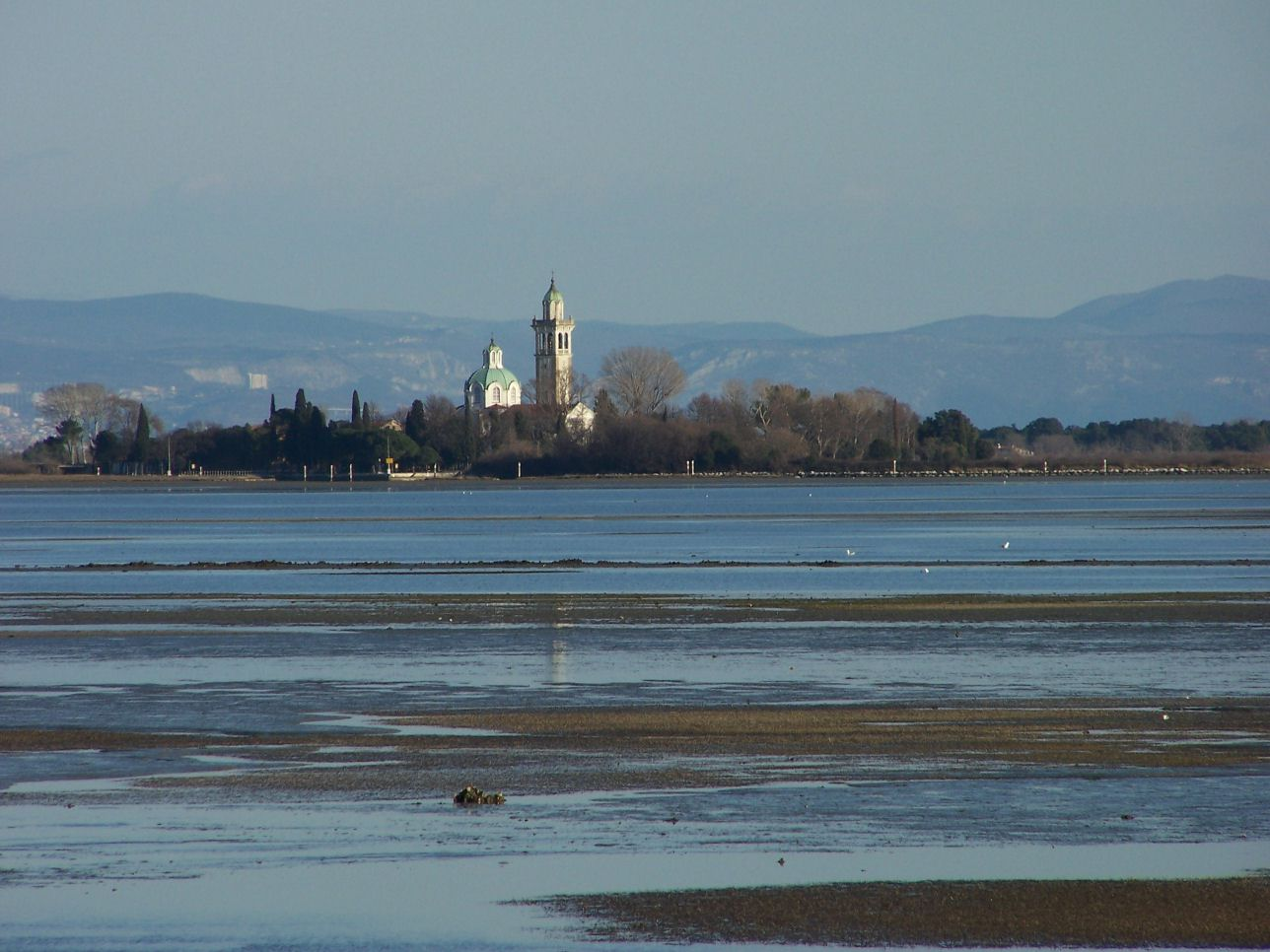
Die Insel Barbana

Grado ist – neben der Insel – auch Namensgeber der sie umgebenden Lagune. Die 12.000 Hektar große Laguna di Grado liegt östlich der Laguna di Marano. Die Temperatur der Lagune beträgt durchschnittlich 13,6 °C, die Luftfeuchtigkeit ca. 76,8 %.
Die Tier- und Pflanzenwelt ist sehr üppig; allein über 150 verschiedene Vogelarten sind hier beheimatet. Viele Zugvögel machen im Frühling und Herbst Rast in der Lagune. Auch die Vielfalt der verschiedenen Muschel- und Fischarten ist groß. So leben hier zum Beispiel die Capa Tonda und die Venusmuschel sowie verschiedene Garnelenarten, Seezungen und Barsche.
Eine der größten der mehreren hundert Inseln der Lagune heißt (seit 582 n. Chr.) Barbana. Auf ihr steht die Wallfahrtskirche mit der Statue der Madonna mit dem Kinde, zu der die Fischer von Grado alljährlich am ersten Sonntag im Juli eine Wallfahrt veranstalten, die sogenannte Perdon de Barbana.
Auf mehreren Inseln in der Lagune befinden sich Restaurants, viele der kleineren Inseln sind in Privatbesitz. Auf diesen stehen die sogenannten Casoni, kleine reetgedeckte Häuser, in denen hauptsächlich Fischer temporär wohnen. Manche der Casoni dienen den Besitzern als Wochenendhäuser.

## Geschichte

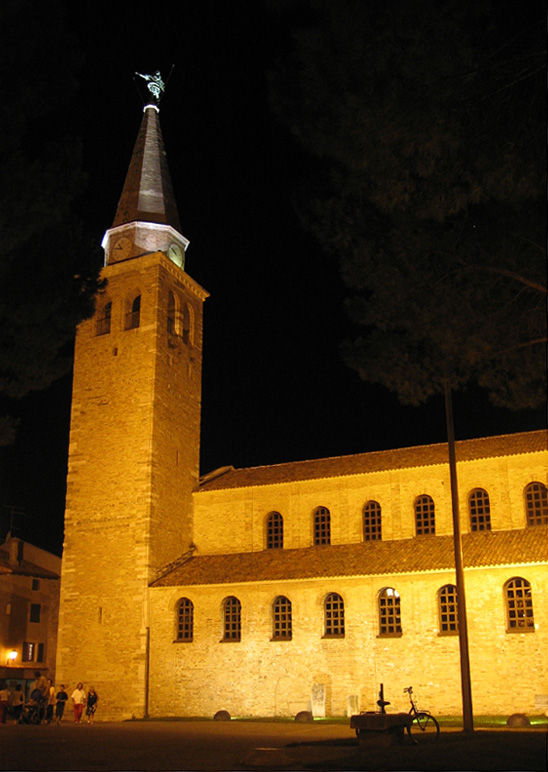
Die Basilika Sant’Eufemia

Grado wurde vermutlich im 2. Jahrhundert v. Chr. als Seehafen der Stadt Aquileia gegründet und trug den Namen Ad Aquas Gradatas bzw. einfach Gradus. Der Militärhafen unterstand der römischen Flottenbasis Classis in Ravenna. Schon nach dem germanischen Einfall nach Norditalien während der Markomannenkriege (170 n. Chr.) wurde ein römisches Militärlager (castrum) angelegt. Zwischen Aquileia und Ravenna bestand ein ganzjähriger Handel, der über die Lagunenkette von Grado, Marano Lagunare, Caorle, Venedig und Comacchio abgewickelt wurde.
Ab dem 4. Jahrhundert wurden die ersten christlichen Kirchen in Grado errichtet: Sant’Eufemia, Santa Maria delle Grazie und die Kirche an der Piazza Biagio Marin. Die Kathedrale Sant’Eufemia wurde 456 unter der Herrschaft des Patriarchen Nicetas von Aquileia erbaut. Nach dem Angriff der Hunnen unter Führung Attilas 452 wurde Grado vorübergehend Sitz des Erzbischofs. Ab der Mitte des 5. Jahrhunderts liegen keine Nachweise von Siedlungen in der Lagune mehr vor, doch ließ sich zeigen, dass Aquileia fortbestand.
Nach dem Zerfall des Römischen Reiches gehörte Grado zum byzantinischen Venedig. Nach 568 erwählte der Erzbischof und spätere Patriarch Grado zum endgültigen Sitz, wobei dieser im 12. Jahrhundert nach San Silvestro in Venedig transferiert wurde. Zwischen 575 und 1131 residierten in Grado eigene Patriarchen, bis das Patriarchat von Venedig gegründet wurde. Über einige Jahrhunderte hindurch wurde Grado von Piraten und Nachbarn überfallen und geplündert, doch blieben die frühchristlichen Kirchen Sant’Eufemia, Santa Maria delle Grazie und das Baptisterium San Giovanni Battista als wertvollster Schatz erhalten.
Dem in Grado residierenden Comes oblag die Aufgabe, die sogenannte Stapelpflicht im Golf von Venedig (etwa die Linie Ancona–Pula) durchzusetzen, also die Bestimmung, dass jeder Händler zuerst seine Waren in Venedig auf dem dortigen Marktplatz zum Verkauf anzubieten hatte, sobald er die Grenzen des Stapelbereichs überschritt. Dafür standen dem Comes von Grado rund um den Golf kleine Schiffsverbände zur Verfügung. Die Herrschaft der Republik Venedig über Grado dauerte bis 1797.
Mit dem Frieden von Campo Formio 1797 und erneut ab 1815 gehörte Grado zum habsburgischen Kaisertum und ab 1815 auch zum Deutschen Bund. 1854 wurden für Badegäste die ersten „camerini“, also Umkleide- und Badekabinen aufgestellt. 1873 wurde ein Erholungsheim, das sogenannte Seehospiz errichtet, das auch kranken Kindern der ärmeren Bevölkerung zur Verfügung stand. 1885 wurde der Wellenbrecher Diga zum Schutz der Anlagen fertiggestellt. 1892 kam es unter Kaiser Franz Joseph I. per Erlass zur Gründung der „Kur- und Badeanstalt Grado“, und der Fischerort wurde zum k. u. k. Seebad Grado ausgebaut.
1896 entstand mit dem Fonzari das erste größere Hotel der Stadt. Bedingungen für den Ausbau des Seebades waren die Errichtung eines artesischen Brunnens für die Trinkwasserversorgung im Jahr 1900 und die Trockenlegung das etwa 6,5 Hektar großen, östlich der Altstadt gelegenen Gebiets Corbatto in den Jahren 1900/01. 1903 übersiedelte das Wiener Künstler-Ehepaar Emma und Josef Maria Auchentaller nach Grado, wo es auf dem Areal der 1902 abgerissenen napoleonischen Wehranlage seine Pension Fortino baute und das Wiener Bürgertum anlockte. 1910 errichtete die kaiserlich-königliche privilegierte Friauler Eisenbahn-Gesellschaft (FEG) mit der Strecke Cervignano–Aquileia–Pontile per Grado den Anschluss an die Bahnlinie nach Wien. Mit Ausbruch des Ersten Weltkrieges war die Zeit der österreichischen Riviera vorbei.
Die Gemeinde war bis zum Ende des Ersten Weltkriegs Teil der Grafschaft Görz und Gradisca, wobei sie dem Gerichtsbezirk Cervignano unterstellt war, der wiederum Teil des Bezirks Monfalcone war. Im Mai 1915 wurde Grado nach strategischem Rückzug der k. u. k.-Truppen hinter den Isonzo von Italien besetzt. Nach kurzer Rückeroberung im Jahre 1917 wurde es in den Friedensverhandlungen von St. Germain (1919) endgültig Italien zugesprochen. Seither gehörte es zur Provinz Gorizia, die 2017 aufgelöst wurde. In den 1920er Jahren setzte bereits wieder reger touristischer Zustrom aus Mitteleuropa ein, der durch den Zweiten Weltkrieg abermals ein jähes Ende fand.
Mit dem Bau der 5 km langen Dammstraße nach Norden im Jahr 1936 wurde das straßenverkehrstechnische Inseldasein beendet. Die dadurch unrentable Eisenbahnstrecke nach Cervignano wurde 1937 stillgelegt. 1966 wurde die zweite Brücke Richtung Osten errichtet. Heute leben die Einwohner vorwiegend von der Seefischerei und vom Tourismus, der seit den 1960er Jahren wieder floriert.

## Architektur

### Sakralbauten

#### Dom
Der Dom ist die Hauptkirche der Stadt und eine Basilica minor. Seitlich des Doms befindet sich ein Lapidarium, in dem diverse antike Inschriften und Sarkophage aufbewahrt werden. Ein Teil davon dürfte ursprünglich aus Aquileia stammen und nach dessen Niedergang als Baumaterial nach Grado transportiert worden sein.

#### Baptisterium San Giovanni Battista
Der achteckige Bau des Baptisteriums neben dem Dom erinnert noch deutlich an die frühchristliche Architektur Ravennas. Dies und die Tatsache, dass auch hier das Paviment einen Meter tiefer liegt als das des heutigen Doms, sprechen für seine Errichtung zur Zeit des Vorgängerbaus von Sant’Eufemia in der zweiten Hälfte des 5. Jahrhunderts. Ein offener Dachstuhl bedeckt den etwa 12 m hohen Innenraum, in dessen Zentrum das sechseckige Taufbecken steht. Die innen runde, außen polygonale Apsis beherbergt den rekonstruierten Altar. Auch die Chorschranken sind aus aufgefundenen Platten rekonstruiert worden.

#### Santa Maria delle Grazie
Wie die Domkirche Sant’Eufemia wurde Santa Maria delle Grazie in mehreren Phasen seit dem 4. Jahrhundert erbaut und im 6. Jahrhundert, wahrscheinlich ebenfalls unter Patriarch Helias von Aquileia, umgebaut. Die im 18. Jahrhundert barockisierte Kirche wurde dann im 20. Jahrhundert so weit wie möglich auf den frühmittelalterlichen Bau zurückgeführt. Die Fassade ist in drei Abschnitte geteilt, die den drei Schiffen entsprechen. Über den geraden Türstürzen der drei Portale leiten Rundbögen die Last der Mauer ab. Den oberen Abschluss der Fassade bildet ein graziles Triforium.
Im Inneren der Basilika werden wie bei Sant’Eufemia ältere Säulen und Kapitelle für die Trennung der Schiffe wiederverwendet. Der Grundriss der Vorgängerkirche wurde beim späteren Bau übernommen, aber die Säulenpaare wurden von sechs auf fünf reduziert. Die Kapitelle der Säulen sind nicht einheitlich. Es finden sich solche ionischen, korinthischen und byzantinischen Typs, aber auch Kompositkapitelle aus der Zeit des Patriarchen Helias (Elìa). Links und rechts der Apsis umfassen die mit Mosaik geschmückten Pastophorien das Presbyterium.
Apsis und beide Nebenräume sind in den rechteckigen Grundriss des Gebäudes integriert, die Pastophorien hinter der Apsis miteinander verbunden. Die Chorschranken wurden aus altem Material rekonstruiert. Im Altarraum sind noch die Stümpfe der vier Säulen zu sehen, die das Ziborium trugen, und an der Wand finden sich Reste der Stuckornamente des 6. Jahrhunderts.

#### Basilika San Giovanni
(auch: Basilica della Corte)
Von der dritten frühchristlichen Kirche Grados, die dem Evangelisten Johannes geweiht ist, sind nur Reste erhalten. Im späten 4. Jahrhundert wurde sie zunächst über einem römischen Gebäude als kleine, einschiffige Basilika mit außen nicht in Erscheinung tretender Apsis erbaut, daneben ein achteckiges Baptisterium. Von dieser Kirche ist ein Teil des Fußbodenmosaiks mit Stifterinschriften erhalten. Unter Bischof Macedonius (539–557) wurde sie zur dreischiffigen Basilika umgebaut.

### Weitere Sehenswürdigkeiten
- Auditorium San Rocco, säkularisiertes Kirchengebäude aus dem 17. Jahrhundert, das in der Sommersaison als Galerie verwendet wird.
- Madonnina del Mare, Statue in der Lagune nördlich des Hafens

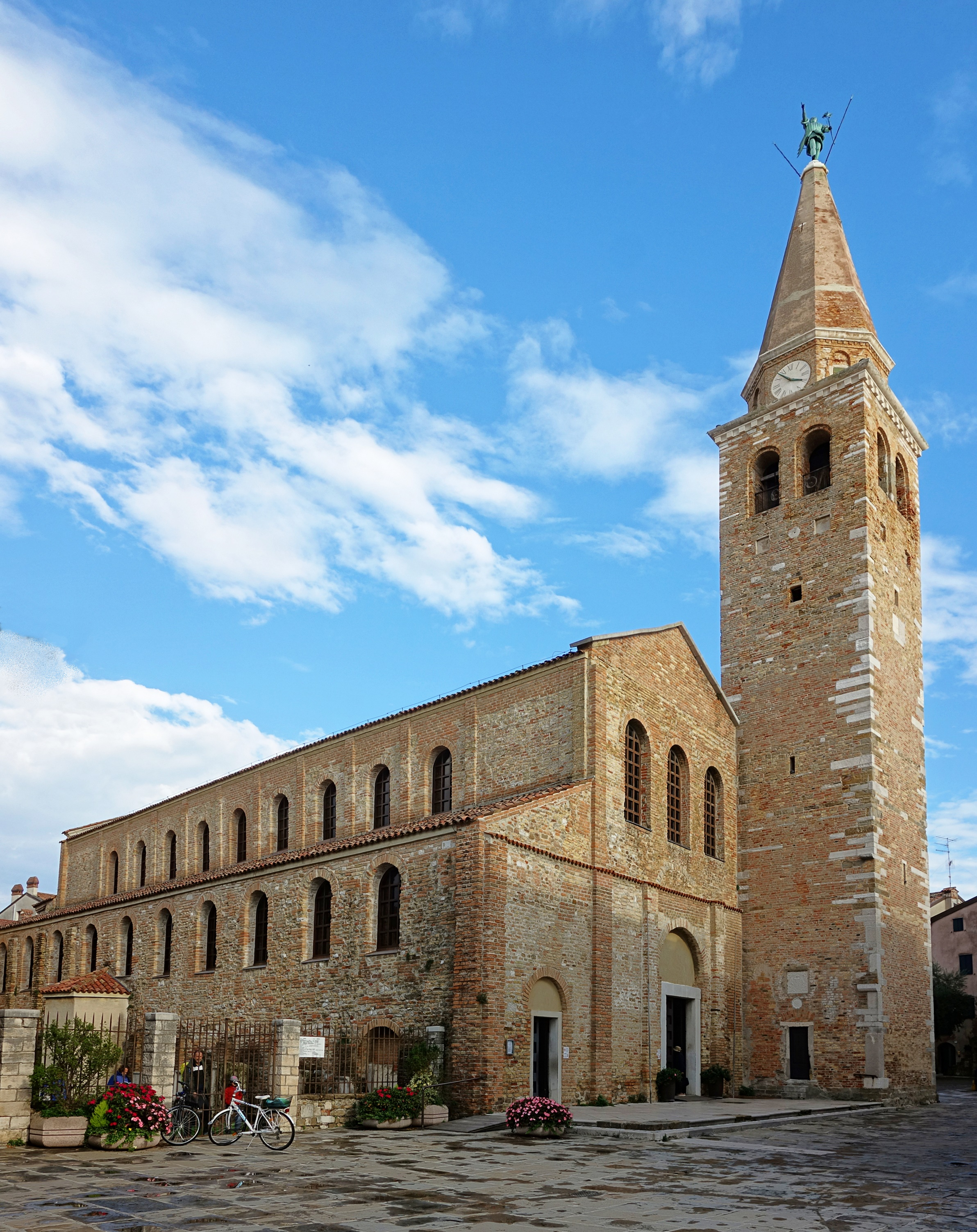
Sant’Eufemia
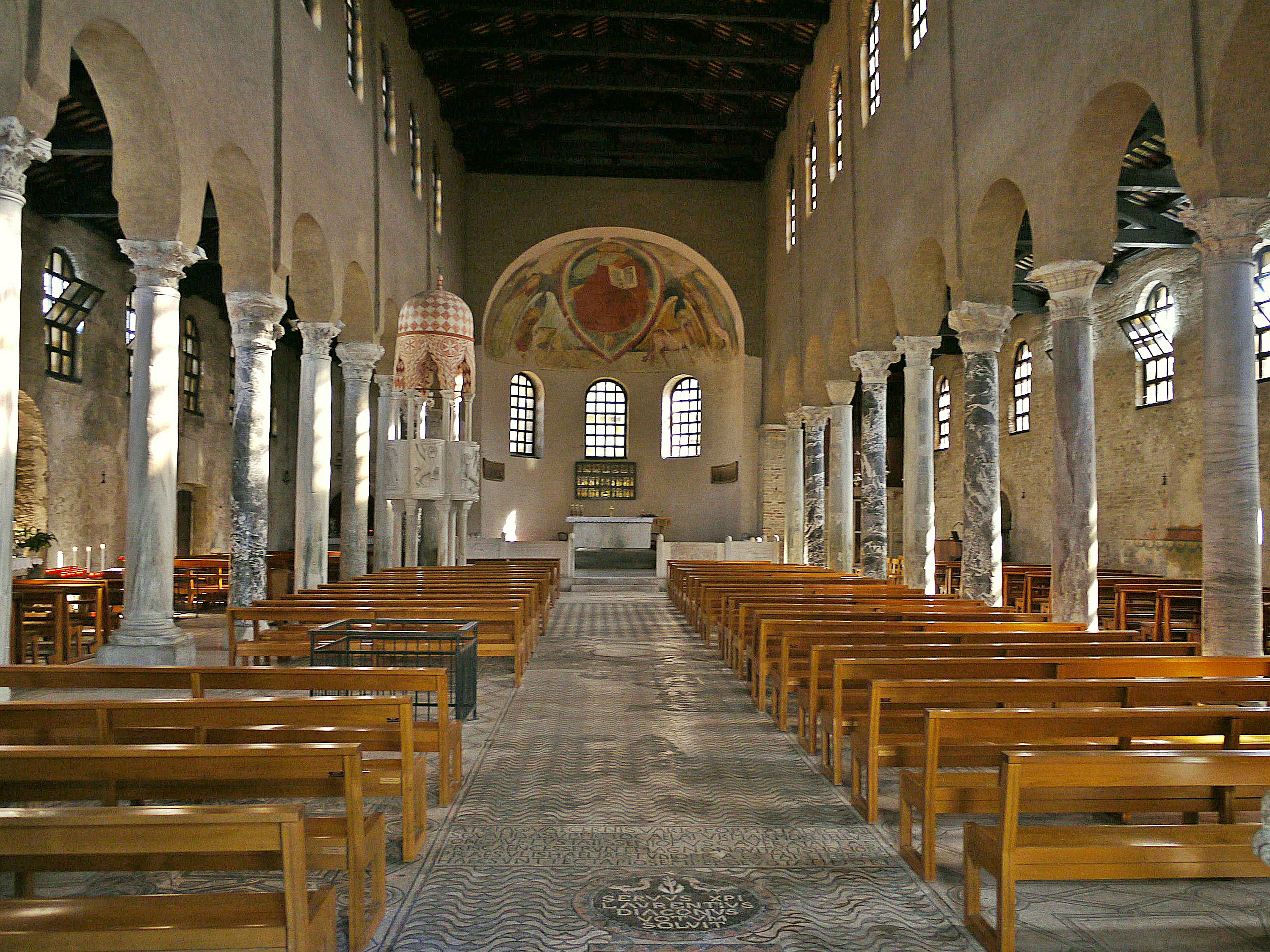
Der Innenraum der Basilika Sant’Eufemia
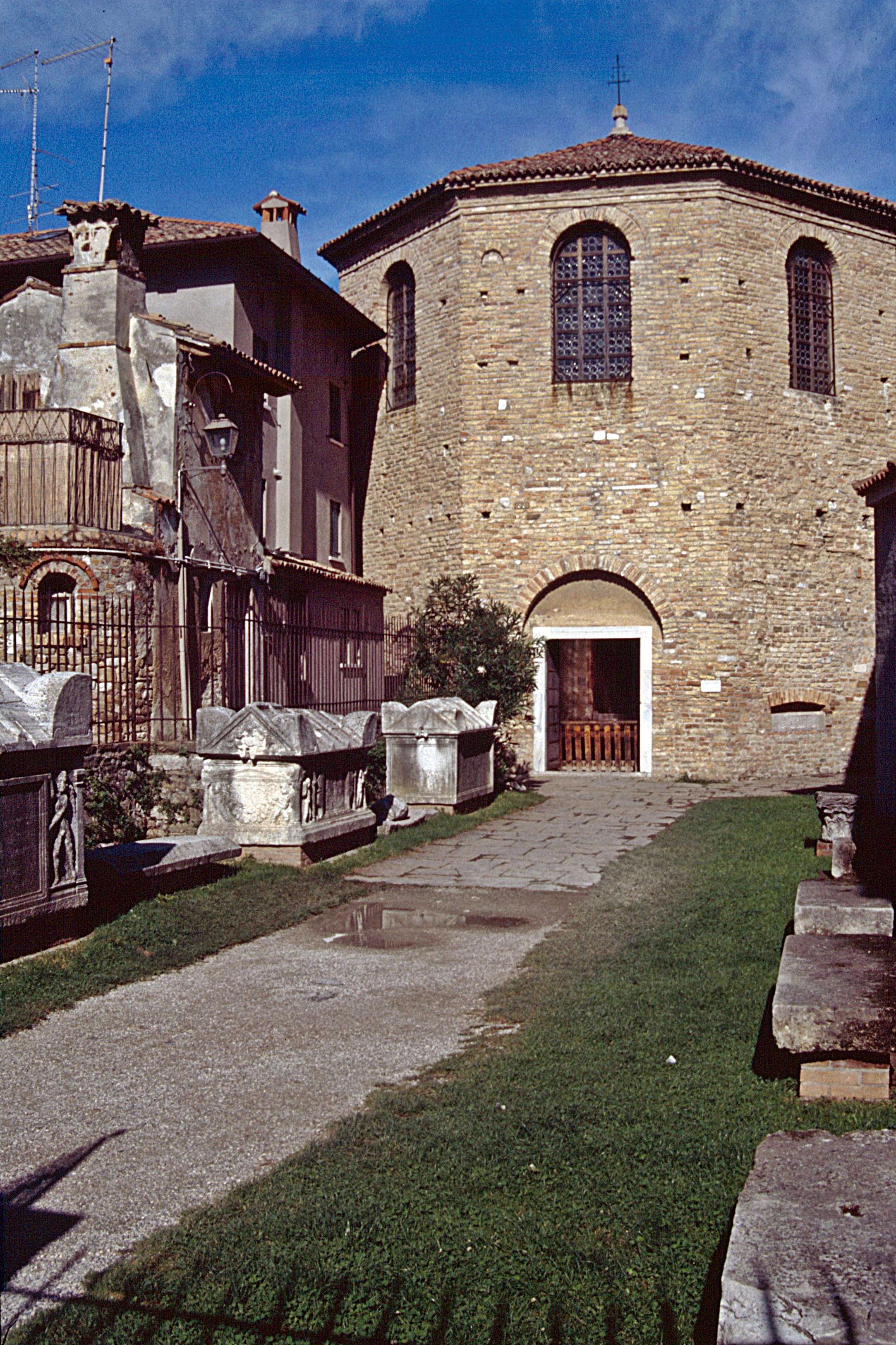
Baptisterium
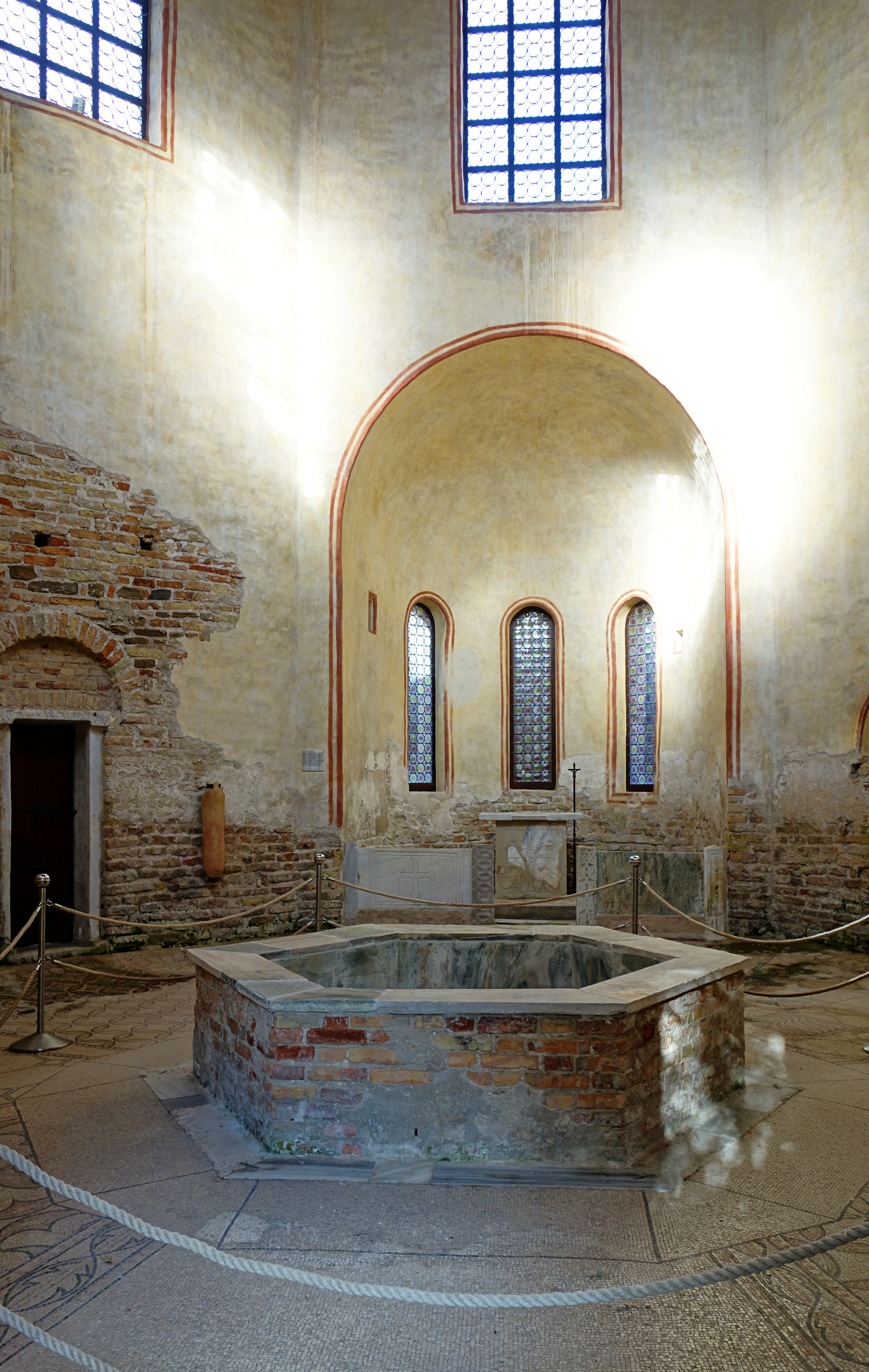
Innenraum
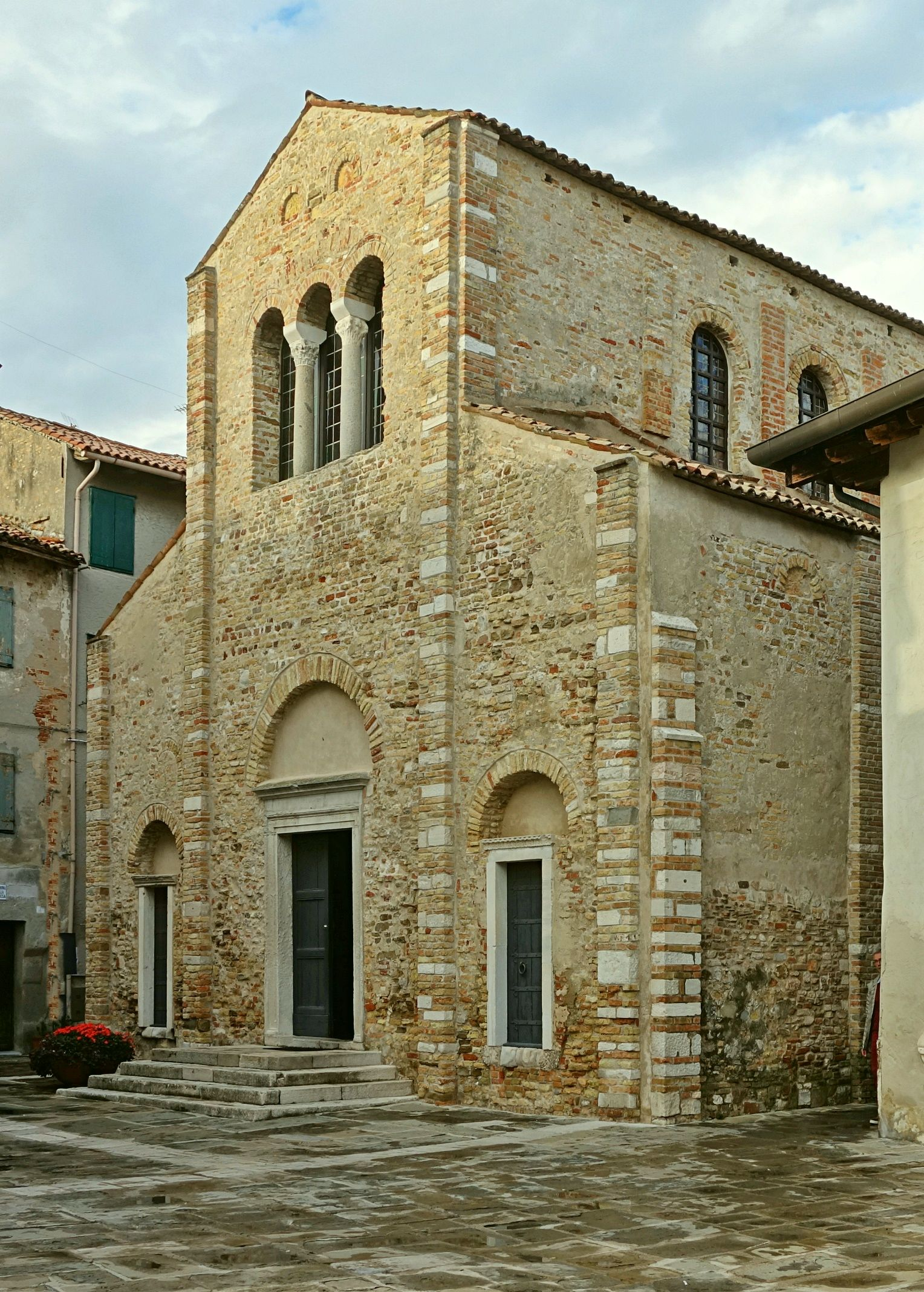
Kirche Santa Maria delle Grazie
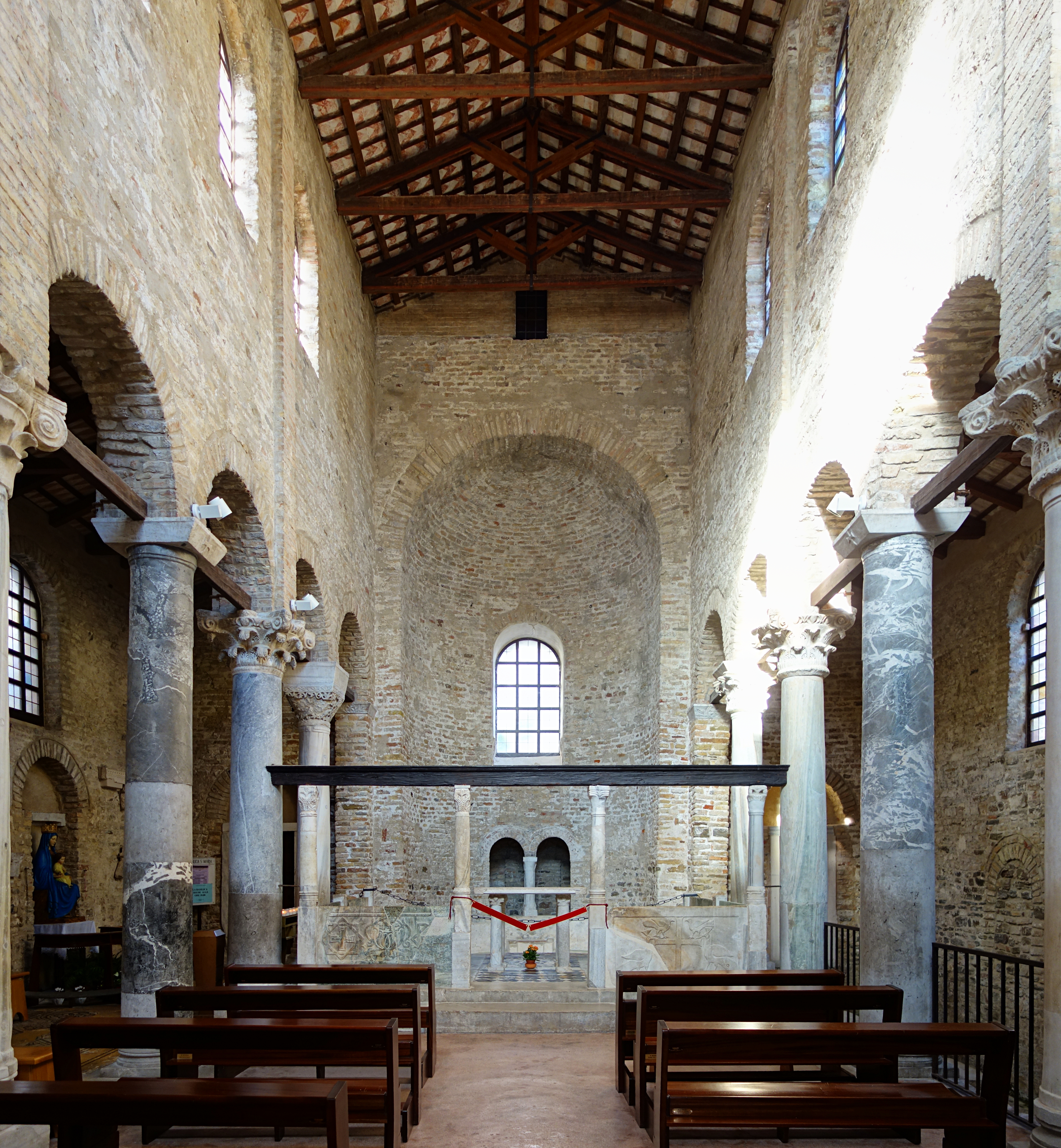
Innenraum
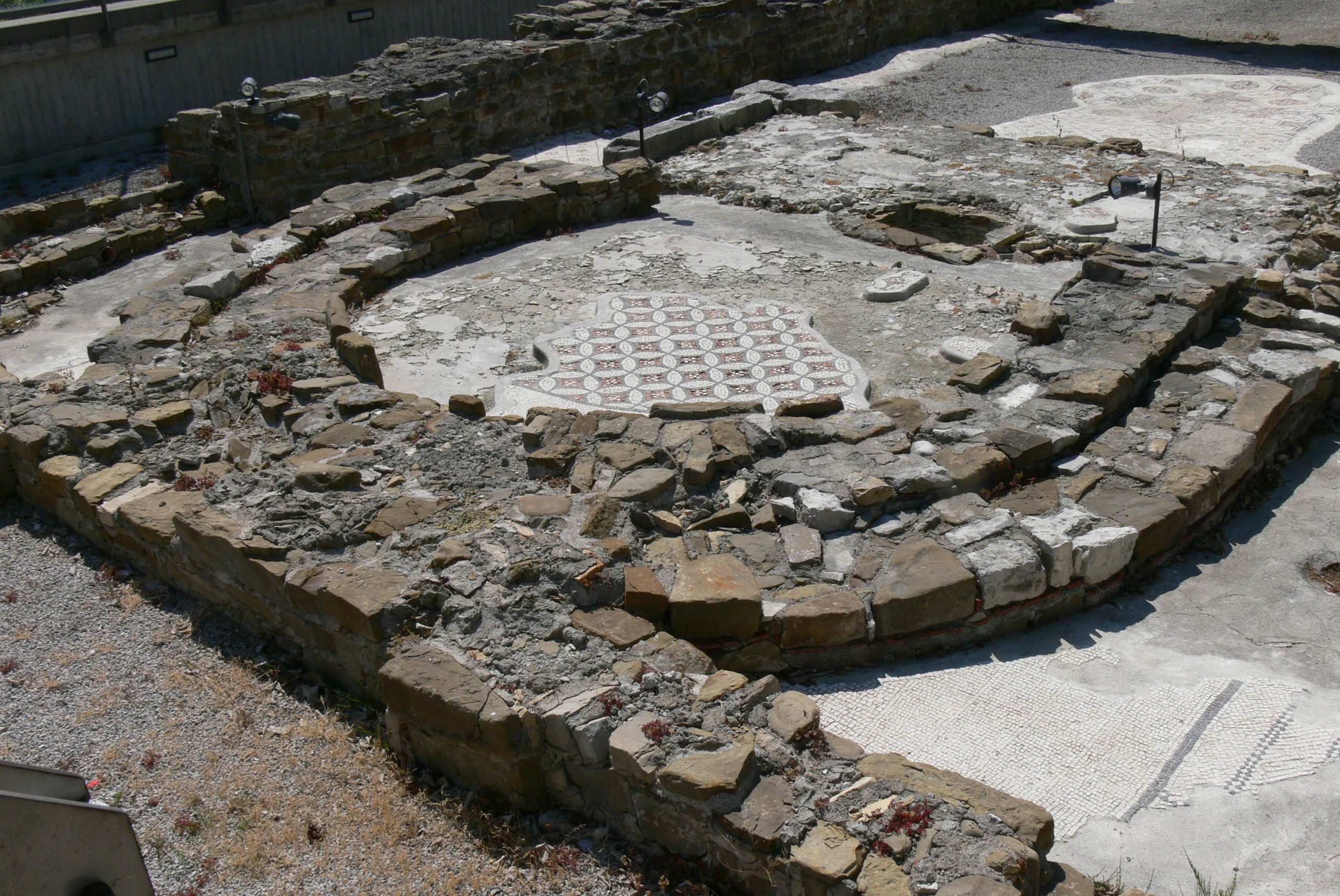
San Giovanni

## Infrastruktur und Tourismus

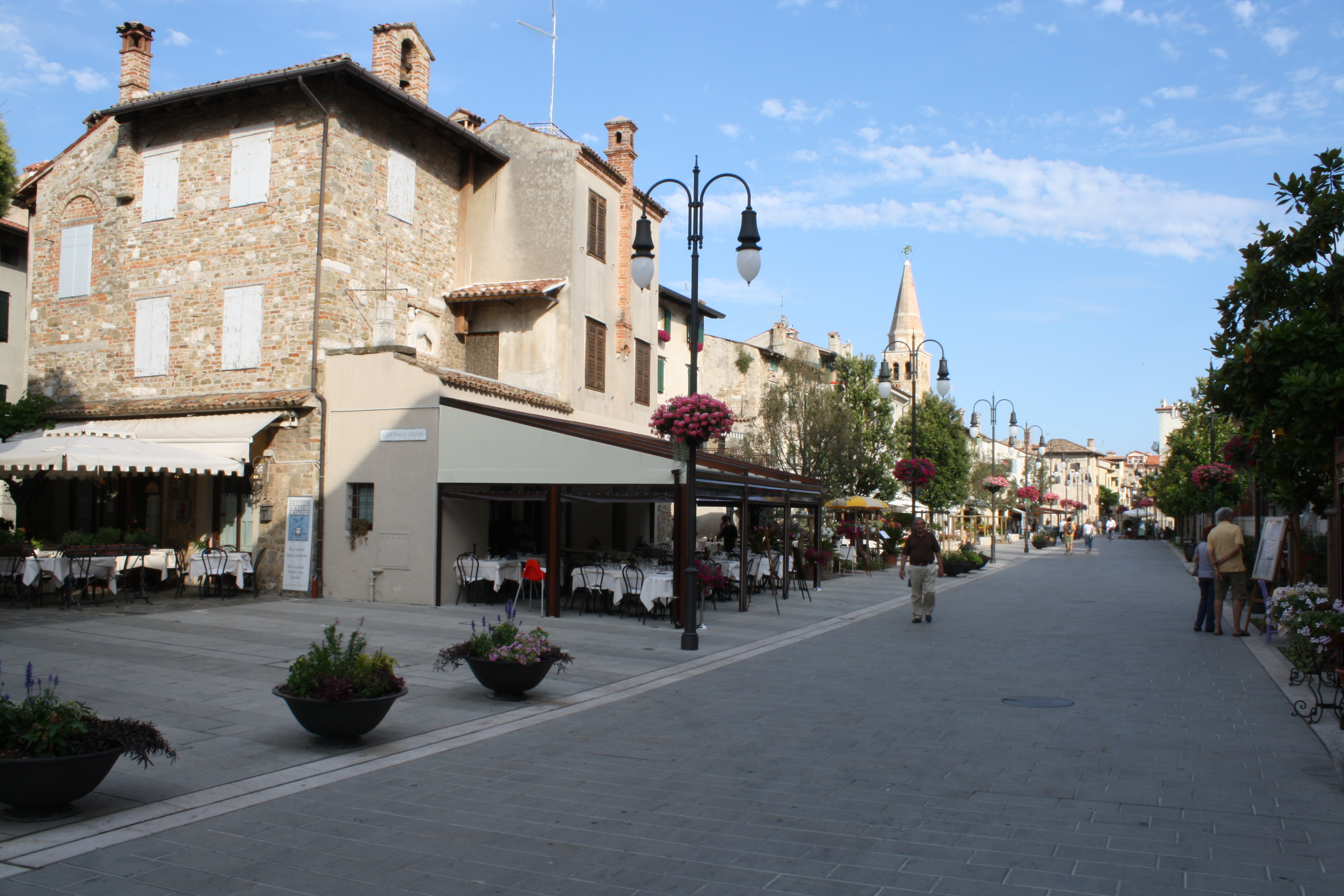
Die Altstadt von Grado

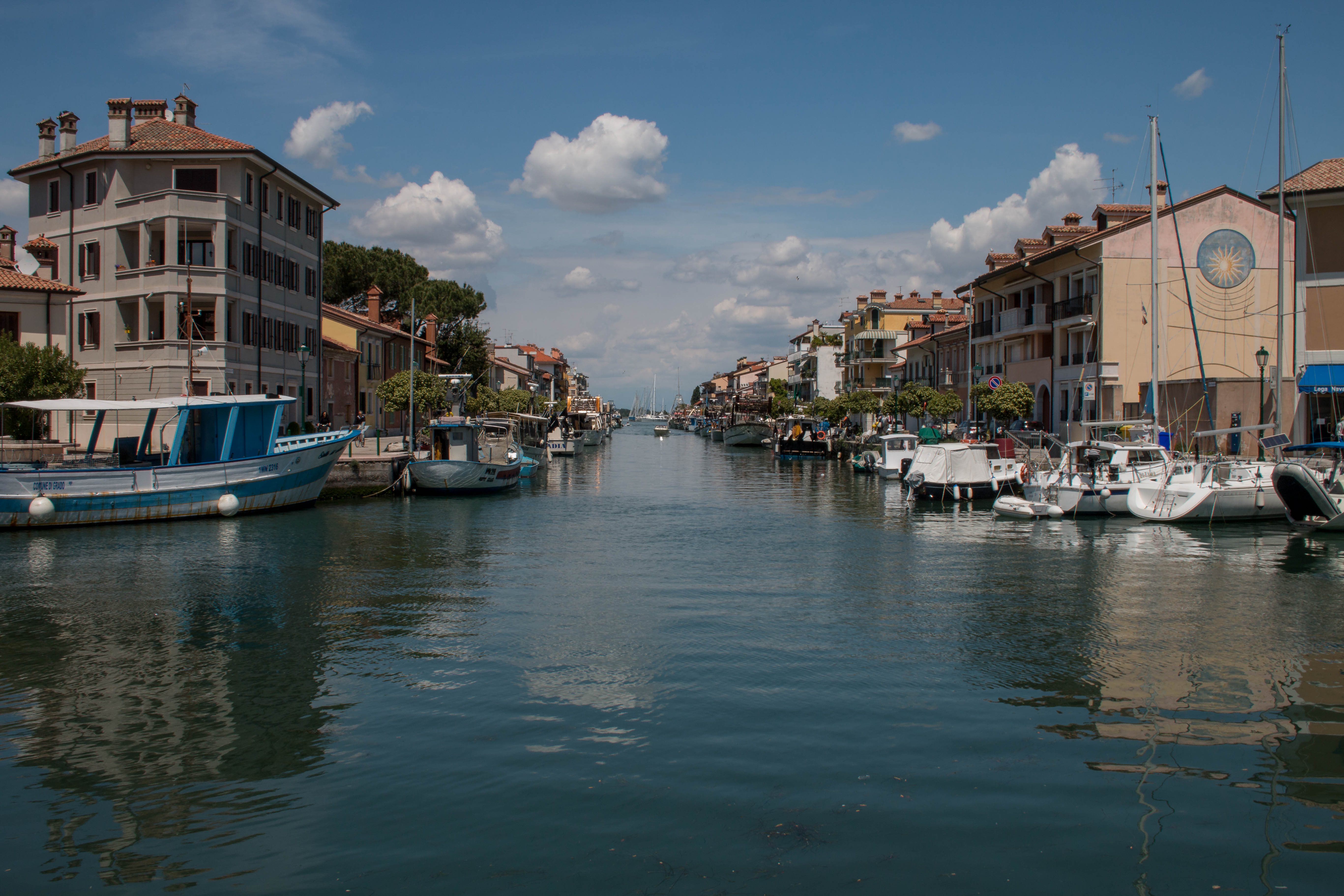
Das Hafenviertel

Die Strandpromenade

Grado ist ein Kurort mit einem Thermalbad sowie einem Kurzentrum im Stadtteil Città Giardino. Aus Mitteln der italienischen Regierung wurde die Innenstadt in eine Fußgängerzone umgewandelt. Der Gradeser Hafen Porto Mandracchio wird hauptsächlich von Fischern genutzt. Die östliche Seite des Hafens ist den Einheimischen vorbehalten, deren Segelboote dort liegen; die westliche Seite wird ausschließlich von Gastbooten benutzt.
In Grado gibt es mehr als 30 Hotels, vier Campingplätze und etwa 50 Restaurants und Kneipen. Als Spezialität des Ortes gilt die Boreto a la graisana, eine Fischsuppe. Je nach Jahreszeit sind unterschiedliche Fischarten darin enthalten. In den Ortsteilen Fossalon und Boscat wird Gemüse produziert.
Es gibt eine kleine Rettungswache für Feuerwehr und Krankenwagen sowie ein Ambulatorio, eine Notaufnahme. Bei schwereren Verletzungen oder Erkrankungen werden die Patienten ins Krankenhaus von Monfalcone gebracht.
Der Hauptstrand (Spiaggia Principale), der Strand Costa Azzurra und der Strand von Pineta sind durch eine Promenade miteinander verbunden. Der Hauptstrand wird von der Gesellschaft Grado Impianti Turistichi (kurz: G.I.T.) betrieben, die sich im Eigentum der Region Friaul-Julisch Venetien sowie der Stadt Grado befindet. Die Strände von Grado tragen seit 2000 das Umweltzeichen Blaue Flagge. Parallel zum Hauptstrand befindet sich der Parco delle Rose. Im Sommer finden dort Konzerte sowie Literatur- und Tanzveranstaltungen statt.
Das Museum für Unterwasserarchäologie (Museo nazionale dell’archeologia subacquea dell’alto adriatico), für das die Stadt Grado 1992 das Grundstück der früheren Schule an der Strandpromenade für 99 Jahre zur Verfügung stellte, konnte noch nicht eröffnet werden (Stand 2022).

## Sport
Es existiert ein 18-Loch-Golfplatz und ein Tennisclub. Der örtliche Segelclub hat sich im Hafenviertel in der Nähe der Fischgroßmarkthalle niedergelassen. 2017 endete die erste Etappe des Giro d’Italia Femminile in Grado.

## Partnergemeinden
Grado pflegt Partnerschaften mit den österreichischen Gemeinden Feistritz bei Knittelfeld und Sankt Lorenzen bei Knittelfeld. Obwohl die Partnerschaftsurkunde erst am 29. November 2003 unterzeichnet wurde, reichen der Kontakt und die Freundschaft der Gemeinden bis ins Jahr 1989 zurück. Jährlich bringen Feistritz und Sankt Lorenzen einen Weihnachtsbaum nach Grado, der in der Weihnachtszeit die Basilika Sant’Eufemia schmückt. Außerdem finden gemeinsame Veranstaltungen, zum Beispiel Konzerte, mit Teilnehmern aus beiden Städten statt.

## Persönlichkeiten

### Söhne und Töchter der Stadt
- Biagio Marin (1891–1985), Dichter
- Aldo Tarlao (1926–2018), Ruderer
- Jacopo Marin (* 1984), Leichtathlet

### Mit der Stadt verbundene Personen
- Josef Maria Auchentaller (1865–1949), österreichischer Maler, Zeichner und Grafiker, trug mit seiner Frau Emma zum touristischen Aufschwung Grados bei.
- Stefan Maiwald (* 1971),  deutscher Journalist und Schriftsteller, lebt in Grado

### Geschichte
- Giuseppe Bovini: Grado paleocristiana, in: Archeologia Cristiana, Petron Editore, Bologna 1973.
- Gian Pietro Brogiolo, Aurora Cagnana: Nuove ricerche sull’origine di Grado, in: Gian Pietro Brogiolo, Paolo Delogu (Hrsg.): L’Adriatico dalla tarda Antichità all’alto Medioevo, Atti del Convegno di Studio (Brescia, 11–13 ottobre 2001), All’Insegna del Giglio, Florenz 2005, S. 79–108.
- Giovanni Brusin, Paolo Lino Zovatto: Monumenti Paleocristiani di Aquileia e di Grado. Deputazione di Storia Patria per il Friuli, Udine 1957.
- Giuseppe Caprini: Documenti per la storia di Grado, Triest 1892. (Digitalisat).
- John Mark Nicovich: The poverty of the Patriarchate of Grado and the Byzantine-Venetian Treaty of 1082, in: Mediterranean Historical Review 24 (2009) 1–16 (academia.edu).
- Mario Mirabella Roberti: Il castrum di Grado, in: Aquileia Nostra XLV–XLVI (1974–1975) 565–574.
- Mario Mirabella Roberti: Architetture e musaici paleocristiani di Grado, in: Aquileia e Grado: Atti della prima e della seconda Settimana di studi aquileiesi. 1–7 maggio 1970 [u.] 29 aprile – 5 maggio 1971, Antichità Altoadriatiche 1 (1972) 317–321. (Digitalisat).

### Reiseführer
- Giovanni Brusin: Kleiner Führer durch Aquileia u. Grado. Dritte veränderte Auflage, Tipografia Antoniana, Padua 1955, S. 1–111 mit 66 Abbildungen (Fotos) und einem Plan des Ausgrabungsraumes beim Dom von Aquileia.
- Ezio Marocco: Grado. Ein kunsthistorischer Reiseführer. Bruno Fachin, Triest 2000. ISBN 88-85289-59-2.
- Evelyn Rupperti: Grado. Der nahe Süden zu jeder Jahreszeit. Verlag Carinthia, 2007. ISBN 978-3-85378-617-8.
- Andreas Schwarz, Martha Brinek: Gusto auf Grado. Eine Spurensuche zwischen Villen, Geschichte und Küche. Amalthea, Wien 2019. ISBN 978-3-99050-129-0.